# Deinotherium
Deinotherium ("con thú khủng khiếp" có nguồn gốc từ các δεινός Hy Lạp cổ đại, deinos nghĩa là " khủng khiếp" và θηρίον, therion ý nghĩa "con thú") là một họ hàng thời tiền sử lớn của voi hiện đại ngày nay mà xuất hiện ở Trung Miocen và sống sót cho đến Pleistocen sớm. Trong thời gian đó nó đã thay đổi rất ít. Trong cuộc sống, thì có lẽ nó giống như con voi hiện đại, ngoại trừ thân của nó là ngắn hơn, và nó có răng nanh cong xuống gắn vào hàm dưới.